# Lipowica (Pogórze Dynowskie)
Lipowica – szczyt o wysokości 343 m n.p.m. w południowo-wschodniej części Pogórza Dynowskiego, położony w granicach administracyjnych Przemyśla. Jego południowe stoki opadają ku dzielnicy Lipowica.
Na szczycie znajdują się pozostałości Fortu N XVIII „Lipowica", należącego do przemyskiej twierdzy. Na przełomie lat 20. i 30. XX wieku na Lipowicy znajdowała się skocznia narciarska, wykorzystywana m.in. przez Przemyskie Towarzystwo Narciarskie. Podczas II wojny światowej odbywały się tu pochówki osób zamordowanych przez hitlerowców na terenie Przemyśla.

## Szlaki turystyczne
Od zachodu szczyt Lipowicy trawersuje  szlak turtysyczny z Przemyśla do Bachórza.